# Метагенес (песник)
Метагенес (стгрч. ΜεταγένηςΜεταγένης) био је атински комични песник периода старе комедије. Он је био савременик Аристофана, Фриниха и Платона. Суда наводи следеће наслове његових дела: Αυραι, Μαμμακυθος, Θουριοπερσαι, Φιλοθυτης, Ομηρος η Ατσ.